# Rennequin Sualem
Rennequin Sualem (orthographié quelquefois en Renkin Sualem) (Samuel Rennequin en français), né le 29 janvier 1645 à Jemeppe-sur-Meuse et mort le 29 juillet 1708  à  Marly est un maître-charpentier et mécanicien wallon, liégeois.
Il fut le concepteur de la machine de Marly sur la Seine, destinée à alimenter en eaux les jardins des châteaux de Marly et Versailles. Sa pierre tombale, avec une longue épitaphe, se trouve dans l'église de Bougival.

## Biographie

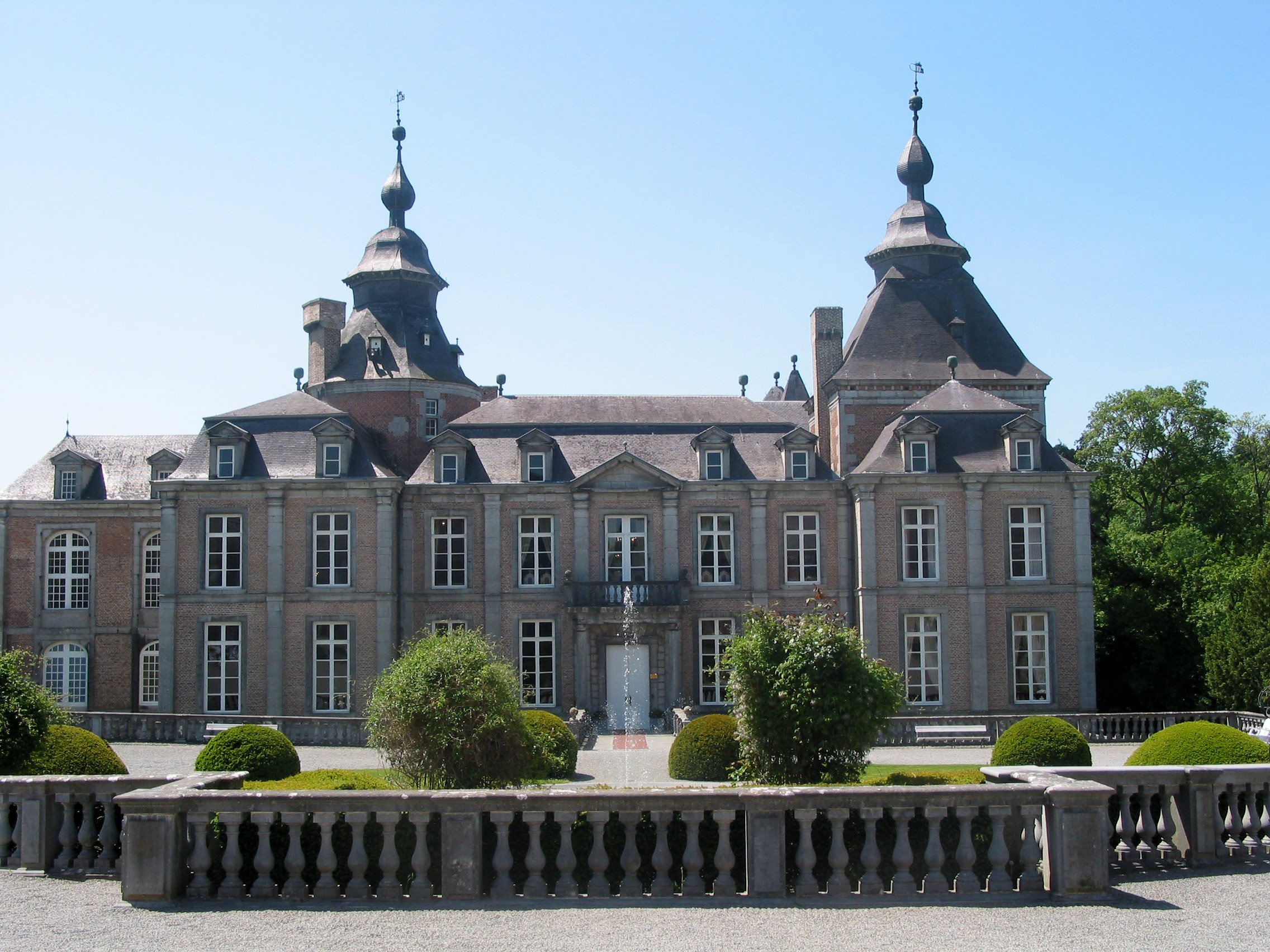
Fontaine dans la cour du château de Modave

Il est le fils de Renard Sualem, un maitre-charpentier de Liège qui détient des parts dans une mine de houille de la région, et Catherine David.
Vers 1668, Rennequin Sualem construisit à Modave une machine hydraulique destinée à élever jusqu'à la cour du château du Comte de Marchin, les eaux du Hoyoux qui coulait environ 50 mètres en contrebas.

### La machine de Marly

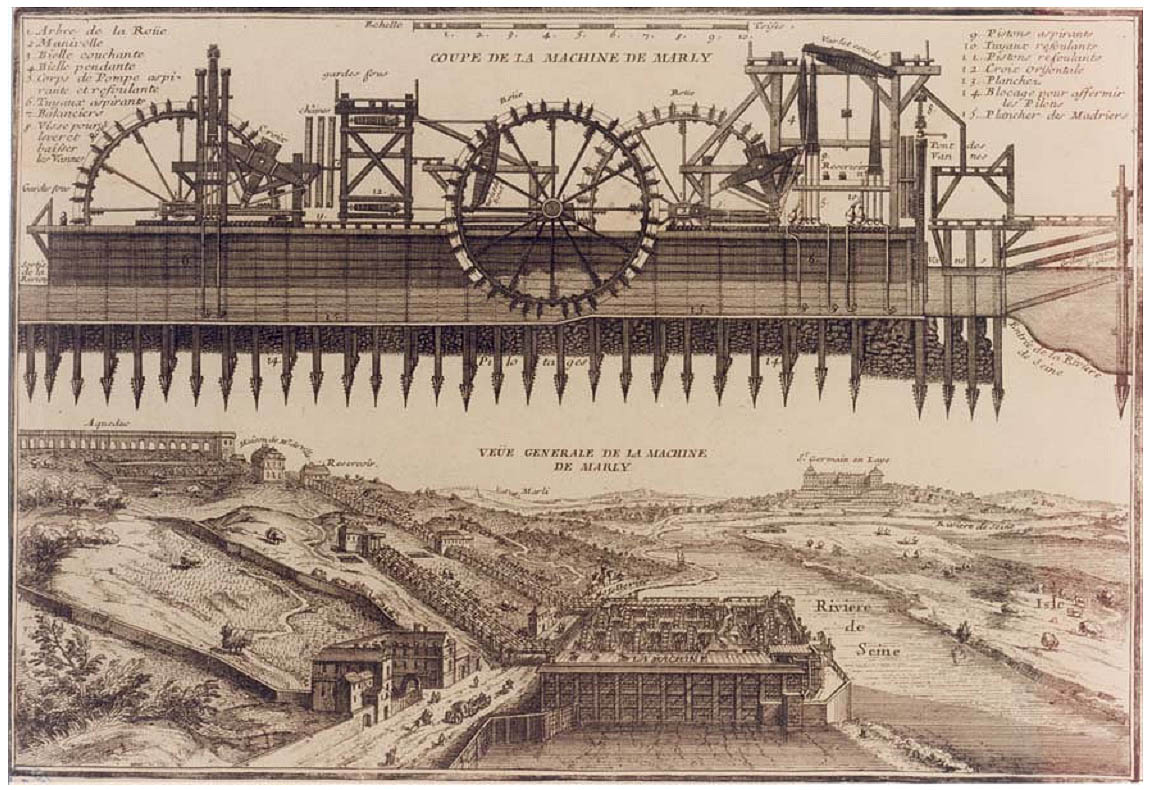
La machine de Marly

Arnold de Ville, un bourgeois liégeois qui gérait le domaine de Modave, vient à Paris pour travailler pour le Grand Condé. Il réalise une pompe à Saint-Maur. Jeune homme ambitieux, il propose au roi un projet de pompe pour élever l'eau de la Seine vers le château du Val dans la forêt de Saint-Germain, machine qu'il réalise sur les plans de Rennequin Sualem. La réussite de ce projet lui permet alors de proposer au roi une pompe plus importante sur la Seine pour alimenter les jardins de Versailles en eau, une des préoccupations constantes du souverain. Cela sera la machine de Marly, une pompe monumentale sur la Seine située entre Bougival et Port-Marly.
Arnold de Ville va alors faire appel pour la conception et la construction aux frères Rennequin et Paulus Sualem.
Cette pompe est constituée de 14 roues permettant d'élever l'eau de 163 mètres afin d'alimenter en eau les nombreux bassins et fontaines du château de Marly et du parc de Versailles. Construite en moins de quatre ans, la machine de Marly produisait à ses débuts 6 000 mètres cubes d’eau par jour.
Louis XIV, qui récompensait grandement les talents, les services et les entreprises utiles ou perfectionnées, donna à Arnold de Ville une gratification de cent mille livres, une pension annuelle de six mille, et la direction de la machine avec des appointements annuels également de six mille livres. Il donna à Rennequin Sualem une pension de quinze cents livres avec un logement à la machine, pension et logement qui furent conservés à sa veuve.
"On raconte que Renkin-Sualem fut interpellé par le Roi Soleil, émerveillé de l'audace de construction de ces machines qui produisirent une si prodigieuse sensation au grand siècle. "Comment, dit Louis XIV, au modeste artisan de Jemeppe, êtes-vous parvenu à une telle chose ?" - "Tot tusant, Sire." (cela signifie "en réfléchissant, Sire", Renkin-Sualem ne parlant que le wallon).
Sualem passe souvent pour illettré mais on sait juste qu'il ne sait pas signer, un contrat d'approvisionnement signé avec les frères Cox, ses cousins liégeois, a ainsi été signé d'une croix. Cela vient aussi de la rivalité avec Arnold de Ville sur la machine de Marly, ce dernier rabaissant souvent Sualem à un rôle d'exécutant. Même si aujourd'hui Arnold de Ville apparaît plus comme l'entrepreneur et Sualem comme le concepteur/fabricant.
Rennequin Sualem est enterré dans l'église de Bougival.
Les descendants de Rennequin Sualem firent inscrire sur sa pierre tombale « Cy gissent honorables personnes, sieur Rennequin Sualem, seul inventeur de la machine de Marly ».

## Hommages
- Quai Rennequin-Sualem à Bougival
- Rue Rennequin à Paris
- Rue Rennequin Sualem, à Jemeppe-sur-Meuse
- Haute École Rennequin Sualem à Liège
- Rue Rennequin-Sualem, à Liège